# 産業保健法学研究会
一般社団法人産業保健法学研究会（いっぱんしゃだんほうじんさんぎょうほけんほうがくけんきゅうかい、略称：産保法研（さんぽほうけん））は、2012年11月に設立された産業保健法務研究研修センター（OSHLSC。略称：産保法研）を前身とし、産業保健に関する法学・法実務の発展と、関係する専門家や実務家の交流の場として、2015年2月に設立された学術団体。
メンタルヘルスを含め、産業保健に関する法学・法実務の調査研究、専門家や実務家の養成と交流機会の提供を通じ、個人と組織の適応・成長支援を図る学術団体。産業保健法学や法実務のプラットフォームづくりを企図している。前身は、学者、弁護士、産業医、精神科医、元企業経営者などにより、2012年11月に発足した非営利団体・産業保健法務研究研修センターであり、学術団体化後も、学際、国際、理論・制度、実務のいずれも重視しつつ、現場課題の解決を図る姿勢を重視している。

## 主な業務
産業保健に関する法学（以下、「産業保健法学」という）や法実務に関する調査研究、関連分野の専門家同士の交流、産業保健法学や法実務に精通した人材の育成と交流等を目的とし、その目的に資するため、次の事業を行う（定款第３条）。
1. メンタルヘルスに関わる問題の予防と事後的な解決に貢献する適正な法制度や法解釈、法実務のあり方に関する調査研究
2. 産業保健に関する問題の予防と事後的な解決に貢献する適正な法制度や法解釈、法実務のあり方に関する調査研究
3. 産業保健法学や法実務に関する研究大会や研修講座の開催、運営
4. メンタルヘルスに関する法学及び法実務に関連する資格の開発、同資格取得のための講座の運営、同資格の認定
5. 産業保健に関する法学及び法実務に関連する資格の開発、同資格取得のための講座の運営、同資格の認定
6. 前各号に掲げる事業に附帯又は関連する事業